# フリッケンハウゼン・アム・マイン
フリッケンハウゼン・アム・マイン (ドイツ語: Frickenhausen am Main、公式の表記は Frickenhausen a.Main) はドイツ連邦共和国バイエルン州ウンターフランケン地方のヴュルツブルク郡の市場町で、アイベルシュタット行政共同体を構成する自治体の一つである。この町は中世から続くマインフランケン地方で最も古いワイン町の一つであり、歴史的景観が良く保存されている。ヴュルツブルク聖堂参事会の統治下で数多くの木組み建築やバロック建築が造られた。ブドウ園はザリエル朝の時代から有名であった。

## 地理
フリッケンハウゼン・アム・マインは、ウンターフランケン行政管区、マインフランケン地方のヴュルツブルク郡に位置する。マインドライエックの南端にあたる。

### 自治体の構成
この町は、公式には2つの地区 (Ort) からなる。このうち小集落や孤立農場などを除く集落は、首邑のフリッケンハウゼン・アム・マイン集落のみである。

## 歴史

### バーベンベルク家
9世紀まで、この地域はバーベンベルク家の支配地に属していた。ブドウ栽培と教会の設立はこの貴族家の時代に遡る。バーベンベルガー・フェーデによってバーベンベルク伯領が帝国領となり、その後の寄進によってヴュルツブルク司教領となった。寄進については、東フランク王ルートヴィヒ4世の903年の文書に記録されている。王はフリッケンハウゼンの教会と王領をヴュルツブルク司教区に寄贈したのである。この地域の荒廃については、アーダルベルト・フォン・バーベンベルクが賠償することとされた。

### ヴュルツブルク司教領
ヴュルツブルク司教はフリッケンハウゼンを司教直轄地とした。司教はこの村に手工業と農業、特にブドウ栽培を奨励した。教皇ルキウス3世の1182年5月12日の文書にも「villa, que dicitur Frickenhusen.」との記載が見られる。司教ベルトルト2世フォン・シュテルンベルクは、1276年に聖堂参事会の賛成を得て司教直轄領の「Vrickenhusen」をその礼拝堂とともに司教本部領に編入させた。14世紀、司教本部は多額の借金を抱えていた。15世紀の初めに当時の司教ヨハン1世フォン・エゴルフシュタインは、所領を売却し負債を減らすよう指示した。

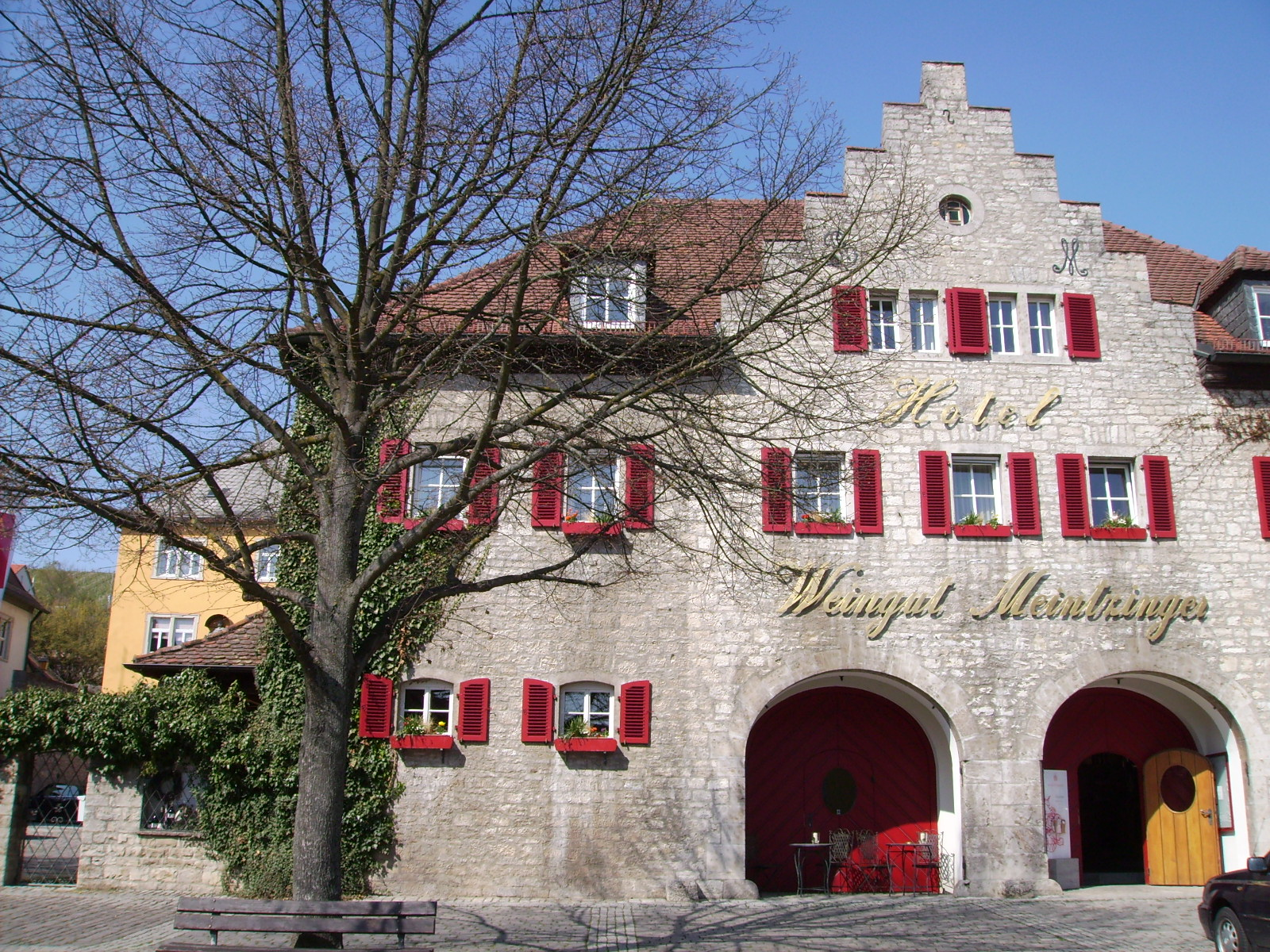
旧聖堂参事会ワイン醸造所兼貯蔵庫

### ヴュルツブルク聖堂参事会
こうして1406年にフリッケンハウゼンは1万グルデンで聖堂参事会に売却され、その庇護下に入った。同じ年に市場開催権が与えられた。聖堂参事会は1475年に大規模なワイン醸造所兼貯蔵庫を建造した。さらに15世紀後半には街を取り囲む防壁や塔からなる堂々たる防衛施設を造った。中世の防壁は、ほぼ長方形に街を取り囲み、その全容が現在も保存されている。16世紀には3つの部分（長堂、袖廊、内陣）からなるホール式教会である聖ガルス教区教会やそれに隣接する後期ゴシック様式の町役場が建てられた。
マイン川に面した石灰質の土壌でのブドウ栽培は特に繁栄した。多くの貴族家や聖界領主らがフリッケンハウゼンのワイン醸造所を争うように獲得した。町には見事な木組み建築が建てられ、バロック時代にはいくつかの立派な貴族の邸宅が設けられた。

### バイエルン
帝国代表者会議主要決議に基づきなされた世俗化により、1803年にヴュルツブルク司教領は廃止された。フリッケンハウゼンはこれに伴いバイエルン選帝侯領となった。

### 人口推移

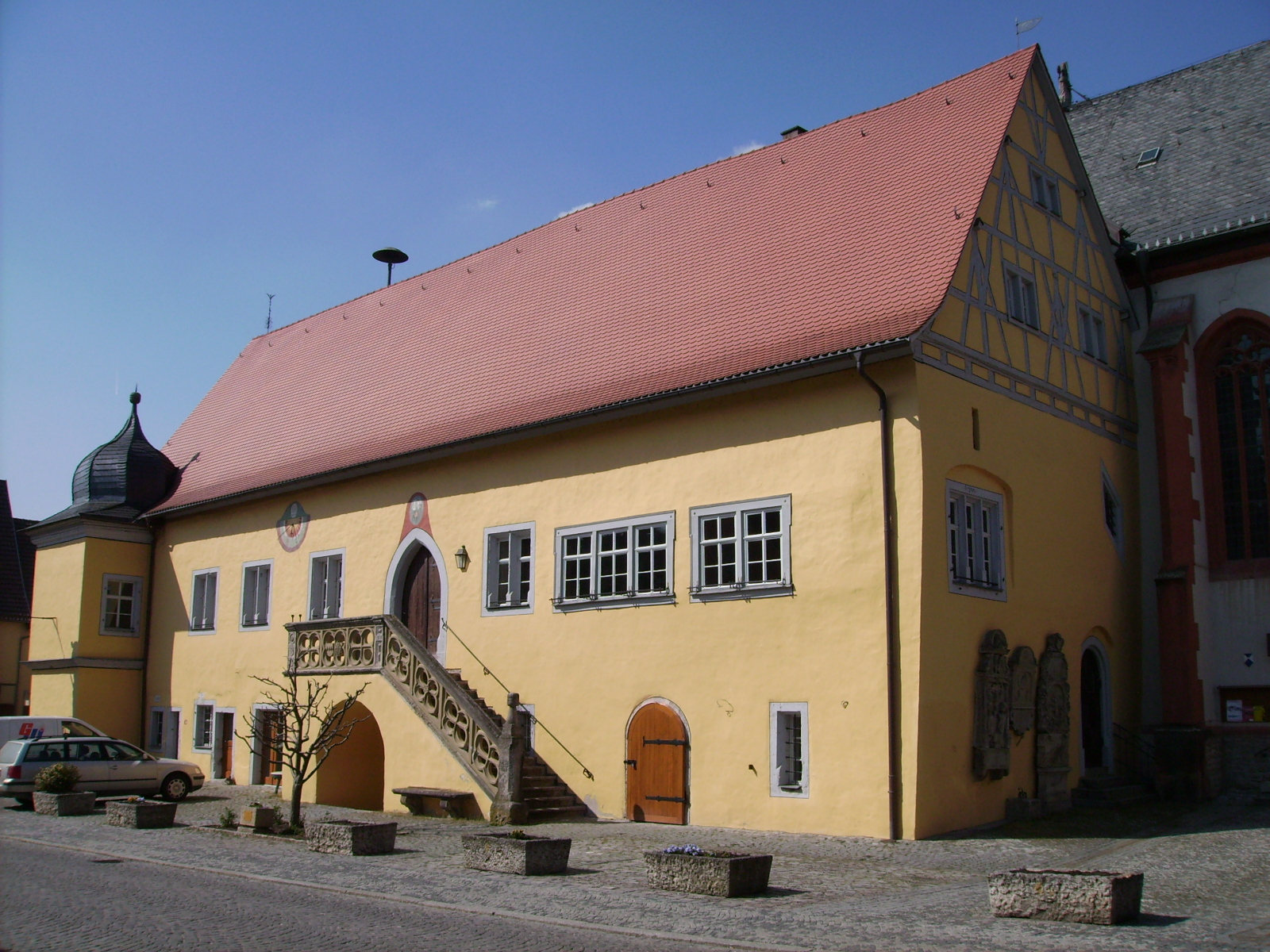
フリッケンハウゼン・アム・マインの町役場

- 1970年 1,511人
- 1987年 1,236人
- 2000年 1,321人

## 行政
町長はギュンター・ホーフマン (SPD/Freie Wähler) である。

### 姉妹都市
- リュク＝シュール＝メール（フランス、カルヴァドス県）

## 文化と見所
- 歴史的町並み
- 防壁、門、塔からなる防衛施設
- 後期ゴシック様式の町役場
- 1710年建造のマリア柱
- 聖ガルス教区教会

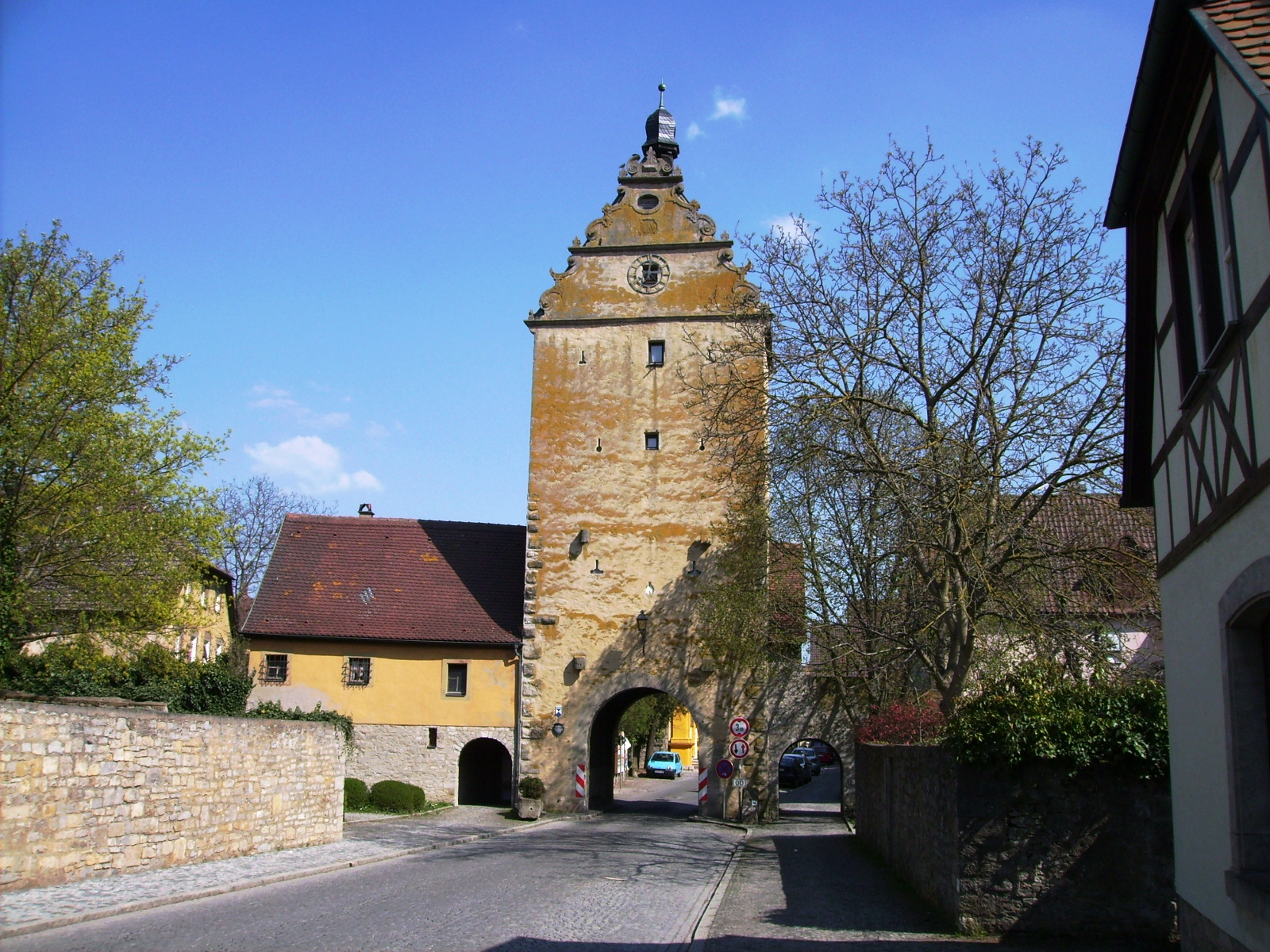
ウンテレス・トーア（下の門）。町の西側の正門にあたる。

- 聖堂参事会ワイン醸造所兼貯蔵所、現在はマインツィンガー醸造所
- 貴族フーフナーゲル家、グレッサー家の邸宅
- シュヴァルツェンベルク・パーレ
- ブドウ山のヴァーレンティン礼拝堂

- 町を囲む防壁
- マリア柱
- 聖ガルス教会
- フーフナーゲル邸
- シュヴァルツェンベルク・パーレ
- ヴァーレンティン礼拝堂

## 経済と社会資本

### 交通
町域の東部を連邦アウトバーンA7号線が通っている。最寄りのインターチェンジは、フリッケンハウゼンの南東数km、マイン川の対岸のマルクトブライトにある。
フリッケンハウゼンはマインフランケン交通連盟 (VVM) のサービス提供地域に位置する。最寄りの駅である鉄道トロイヒトリンゲン - ヴュルツブルク線のオクゼンフルト駅もマイン川の対岸にあり、フリッケンハウゼンの中心から約2kmの距離にある。フランケン乗り合いバス会社の8066系統がフリッケンハウゼンをオクゼンフルト駅や郡庁所在地ヴュルツブルクと結んでいる。

### 教育
- 国民学校 1校

## 引用
1. ↑  https://www.statistikdaten.bayern.de/genesis/online?operation=result&code=12411-003r&leerzeilen=false&language=de Genesis-Online-Datenbank des Bayerischen Landesamtes für Statistik Tabelle 12411-003r Fortschreibung des Bevölkerungsstandes: Gemeinden, Stichtag (Einwohnerzahlen auf Grundlage des Zensus 2011)
2. ↑  Denis André Chevalley ほか, Unterfranken, 1985, S. 326
3. ↑  Bayerische Landesbibliothek Online
4. ↑  Monumenta Germaniae Historica DD Kar. Germ. I 23; Karl Puchner, Die Ortsnamen auf -hausen in Unterfranken, in: BllOberdtNamenforsch 5 (1962/64) Heft 1/2, S. 15 Nr. 38
5. ↑  Staatsarchiv Würzburg, Würzburger Standbücher 122, fol. 16r; Enno Bünz, Gründungsausstattung und Güterteilung des Würzburger Kollegiatstiftes Haug im Spiegel der ältesten Papsturkunden (1182-1195), in: Würzburger Diözesan-Geschichtsblätter 57 (1995), S. 33-78, Editionsanhang Nr. 1
6. ↑  Quellen und Forschungen zur Geschichte des Bistums und Hochstifts Würzburg IX: Urkundenregesten zur Geschichte der kirchlichen Verwaltung des Bistums Würzburg im hohen und späten Mittelalter (1136-1488), bearb. von Wilhelm Engel, 1954, S. 31 Nr. 22
7. ↑  “Wahl des ersten Bürgermeisters - Kommunalwahlen 2020 im Markt Frickenhausen a.Main - Gesamtergebnis”. 2021年4月12日閲覧。